# Аптекар Лев Ілліч
Лев Ілліч Аптекар (1887 — 19??) — журналіст, революціонер. Член Української Центральної Ради (1917—1918). Соціал-демократ. Меншовик.

## Життєпис
Народився 1887 року. У 1903—1908 роках працював в Одесі та Катеринославі. У 1906 році заарештовувався за революційну діяльність, сидів три місяці. Член Виконавчого комітету Київської Ради робочих депутатів. Меншовик оборонець. Член Української Центральної Ради.